# Loch Achall
Loch Achall är en sjö i Storbritannien.   Den ligger i kommunen Highland och riksdelen Skottland, i den norra delen av landet, 800 km norr om huvudstaden London. Loch Achall ligger 214 meter över havet.  Trakten runt Loch Achall består i huvudsak av gräsmarker.